# 大严备乡
大严备乡，是中华人民共和国山西省忻州市神池县下辖的一个乡镇级行政单位。

## 行政区划
大严备乡下辖以下地区：
大严备村、李家窑村、黄家窑村、陈家窑村、辛窑子村、大羊泉村、谭家窑村、四十亩沟村、辛村、黄窊村、庄子上村、了子坡村、九仁村、马坊村、王庄子村、陈家富村、小羊泉村、白庙村、铺路村、海泉村、畔庄沟村、庄窝村、六家河村和贯泉村。